# Jean-Marie Halsdorf
Jean-Marie Halsdorf (Ciutat de Luxemburg, 14 d'agost de 1964) és un polític luxemburguès, membre del CSV i que va ser Ministre de Defensa de Luxemburg.
Va assistir a l'escola primària a Echternach i va ampliar estudis a la universitat a Estrasburg, França doctorant-se a Farmàcia. El 1988 va ser escollit membre per a l'ajuntament de Pétange i l'any 2000 es va convertir en el seu alcalde.
El 1994 va ser elegit membre de la Cambra de Diputats, i el 2004 va ser nomenat ministre d'Interior i Planificació del gabinet Juncker-Asselborn I va ser Ministre de Defensa per al següent gabinet Juncker-Asselborn II. En el moment, de la seva elecció com a ministre el 2004, va renunciar com a alcalde de Pétange.

## Honors
- Oficial de l'Orde del Mèrit del Gran Ducat de Luxemburg (Promoció 1999)[2]
- Oficial de l'Orde de la Corona de Roure (Promoción 2004).[3]
- Oficial de la Legió d'Honor (Promoció 2012).[4]